# Бильче-Золотое (палеолитическое поселение)
Би́льче-Золото́е палеолити́ческое поселе́ние — пещерное поселение времён среднего и позднего палеолита, неолита, энеолита вблизи села Бильче-Золотое Тернопольской области Украины.

## Расположение
Палеолитическое поселение расположено в пещере Вертеба, находящейся в 2 км от с. Бильче-Золотое. Было обнаружено в 1820 году.
Неподалеку от пещеры есть курганы бронзового века и раннего железного века.

## Результаты исследований
Исследования палеолитического поселения проводились экспедициями, руководителями которых были: А. Кирков (1876-78), Г. Оссовский (1890-92), В. Деметрикевич (1898—1904, 1907), О. Кандыба (1928-29), И. Свешников (1956), М. Сохацкий (1990-е гг.). Были найдены каменные орудия, керамическая посуда, статуэтки из глины, костяные изделия, мелкие медные предметы.
Считается, что именно в этом поселении были впервые на территории Украины зафиксированы материалы трипольской культуры.